# Abdel Halim Khaddam
Abdel Halim Khaddam (en arabe : عبد الحليم خدام / ʿAbd al-Ḥalīm Ḵaddām), né le 21 juin 1932 à Tartous (mandat français en Syrie et au Liban) et mort le 31 mars 2020 à Paris (France),, est un homme d'État syrien.
Il a durant près de trois décennies servi la famille Assad, notamment en étant au poste de vice-président de la Syrie. À ce titre, il a été brièvement président de la Syrie par intérim du 10 juin au 17 juillet 2000 lors de la succession entre Hafez el-Assad et son fils Bachar el-Assad.

## Biographie
Avocat de formation, Abdel Halim Khaddam adhère à 17 ans dans les années 1950 au Baas qui était à l'époque un petit parti panarabe, laïcisant et prônant un socialisme arabe. Le parti prend le pouvoir en 1963 à la faveur d'un coup d'État. Grâce à sa proximité amicale avec l'un des instigateurs de ce coup d'État, le colonel Hafez Al-Assad, Abdel Halim Khaddam est successivement gouverneur (mouhafiz) de Qouneitra, Hama et de Damas, puis ministre de l'Économie et du Commerce extérieur à la fin des années 1960.
Hafez el-Assad lance rapidement un coup de force à l'intérieur du parti Bass pour évincer ses rivaux, notamment les « modérés » et devient président de la Syrie en 1971. Abdel Halim Khaddam est récompensé de sa loyauté en étant alors nommé ministre des Affaires étrangères. Le 25 octobre 1977, il échappe à une tentative d'assassinat au cours de laquelle son homologue émirati, Saif Ghobash (en), est tué par erreur. En 1984, il est promu au poste de vice-président. Il sert de caution sunnite à un régime dominé par la minorité alaouite. Il est également sur la scène internationale la face présentable du régime malgré le massacre de Hama en 1982 et l'ingérence de la Syrie (en) au Liban déchiré par une guerre civile. Il s'immisce pourtant activement dans le conflit libanais pour assoir la vassalisation par la Syrie de ce pays limitrophe.
Après la fin de la guerre du Liban, il s'associe avec le nouvel homme fort du Liban, l’affairiste Rafic Hariri. Ensemble, ils cogèrent le Liban, se partageant le colossal et juteux marché de la reconstruction. Mais en 1998, il est évincé sur le dossier libanais par le président syrien Hafez el-Assad qui décide de confier ce dossier à son propre fils Bachar, le préparant ainsi officiellement à être son successeur. Pour Abdel Halim Khaddam, c'est le début d'une perte d'influence. En 2000 le président syrien meurt après presque 30 ans de règne. Abdel Halim Khaddam assure alors pendant cinq semaines l'intérim de la présidence syrienne, juste le temps que Bachar el-Assad soit élu président selon le scénario élaboré par son père. Abdel Halim Khaddam reprend toutefois son poste de vice-président, assumant le rôle de gardien du temple du régime baasiste. Il met rapidement fin à la brève ouverture démocratique que connaît le pays lors de l'arrivée du nouveau président.
Bachar el-Assad s'affirme progressivement comme l'homme fort de la Syrie. Il évince un par un les vieux caciques du régime bassiste. La disgrâce d'Abdel Halim Khaddam arrive définitivement en 2005, lorsque sous la pression de la communauté internationale, la Syrie est obligée de retirer ses troupes du Liban, à la suite de l'assassinat du Premier ministre libanais Rafic Hariri, tué dans un attentat. Abdel Halim Khaddam fait alors défection et s'installe à Paris dans son fastueux hôtel particulier de l'avenue Foch qui lui avait été offert par Rafic Hariri et qui avait été précédemment appartenu à l'armateur grec Aristote Onassis. Il accorde le 30 décembre 2005 une interview à la chaîne télévisée panarabe Al-Arabiya où il critique sévèrement Bachar el-Assad et lui impute la responsabilité de l'attentat qui avait tué Rafic Hariri.
Il tente de s'associer avec les Frères musulmans syriens créant avec eux le Front de salut national, mais l'alliance des contraires entre les religieux et les laïcards capote très rapidement. En 2011 à la suite des printemps arabes débute le soulèvement contre Bachar el-Assad, qui se transforme l'année suivante en guerre civile. Abdel Halim Khaddam en fondant le Comité national de soutien à la révolution syrienne, tente vainement de fédérer toutes les oppositions syriennes.
Abdel Halim Khaddam meurt d'une crise cardiaque le 31 mars 2020 l'âge de 87 ans à Paris.